# Pampusana canifrons
La paloma perdiz de Palau o paloma perdiz de las Palau (Pampusana canifrons) es una especie de ave columbiforme de la familia Columbidae endémica de Palaos.

## Distribución y hábitat
La paloma perdiz de las Palau se encuentra únicamente en las islas de Palaos, en el Pacífico occidental. Su hábitat natural son los bosques tropicales húmedos.